# Jim Goodchild
Andrew James Goodchild (ur. 4 kwietnia 1892 w Southampton, zm. 2 października 1950 w Eastleigh) – angielski piłkarz, który występował na pozycji bramkarza. Większość kariery spędził w Manchesterze City.

## Kariera
W 1909 roku, po rozegraniu dwóch próbnych meczów, podpisał kontrakt z Southampton. W klubie ze stadionu The Dell był jedynie zmiennikiem. Dwa lata później przeszedł do Manchesteru City, gdzie był zawodnikiem podstawowej jedenastki przez następne 16 lat. W 1926 roku wystąpił na Wembley w finale Pucharu Anglii; City przegrało wówczas z Boltonem 0:1.
W sumie dla klubu z Manchesteru rozegrał 347 meczów, w tym ponad 100 nieoficjalnych spotkań podczas I wojny światowej.
W latach 1927–1929 występował w amatorskim klubie Guildford City. W 1941 roku przeprowadził się do Eastleigh, gdzie zmarł 9 lat później.